# Атанас Михнев
Атанас Димитров Михнев е български икономист, политик от „Продължаваме промяната“. Народен представител в XLVII народно събрание.

## Биография
Атанас Михнев е роден на 23 август 1991 г. в град Стара Загора, България. Средното си образование е завършва в ППМГ „Гео Милев“ в родния си град, а след това получава специалности по „Икономика и международни отношения“ в Американския университет в Благоевград, където е бил и председател на Студентски съвет. 
По време но обучението си, Михнев става част от младежкото ГЕРБ – Благоевград, създадено през 2008 г.
Става съдружник в „Омнио“ ООД, компания за разработка на софтуер за защита от пране на пари за банки и партньор и изпълнителен директор на „ЛигълТрек“ АД, разработваща софтуер за адвокати.
На парламентарните избори през ноември 2021 г. като кандидат за народен представител е 2-ри в листата на „Продължаваме промяната“ за 27 МИР Стара Загора, откъдето е избран. Атанас Михнев е зам.-председател на комисията по външна политика на Народното Събрание.